# Serena (Pokémon)

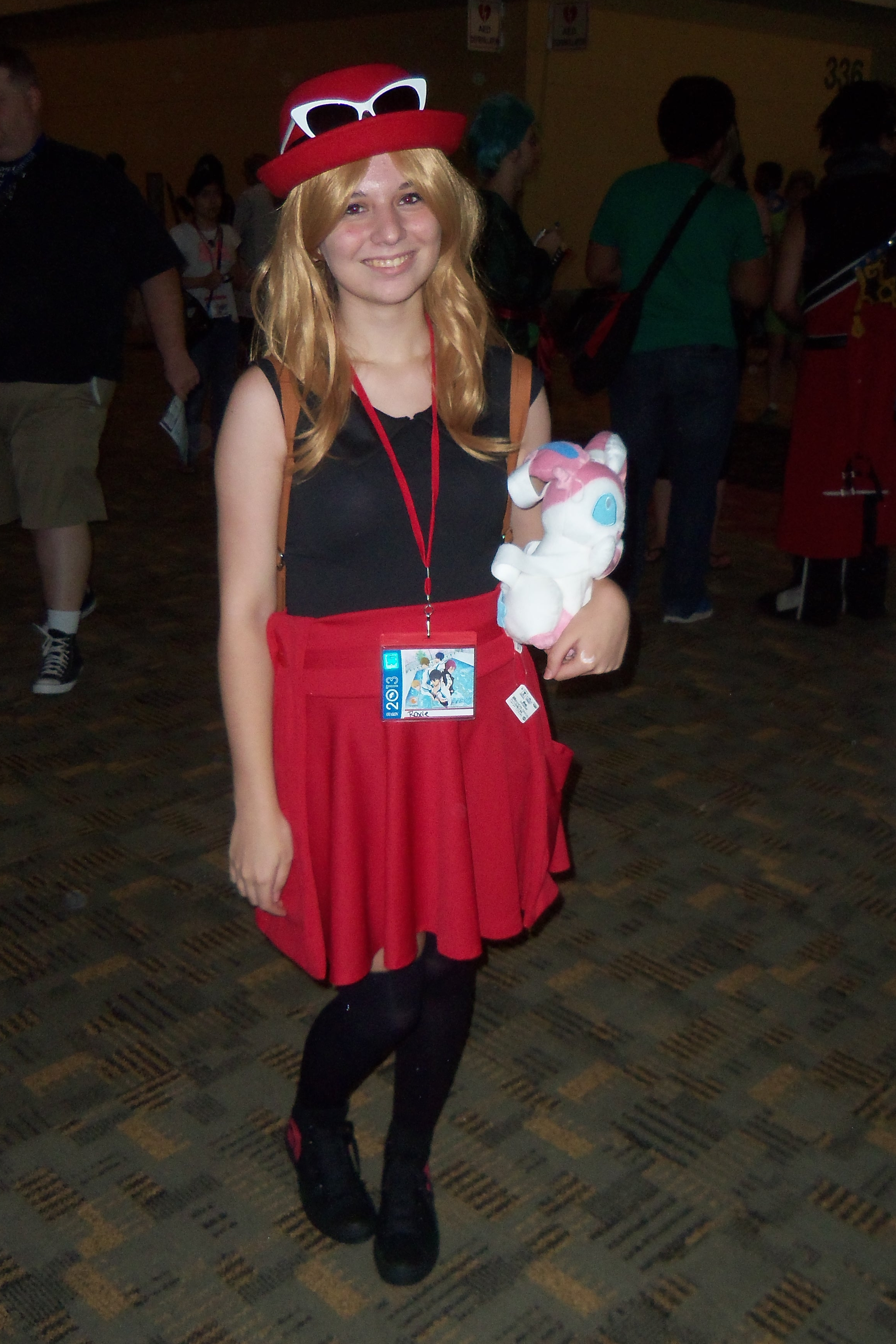
Cosplayer som Serena

Serena är en fiktiv karaktär och huvudperson från Pokémon-serien. Hon dök upp för första gången i datorspelet Pokémon X och Y som släpptes 2013. I animen dyker hon första gången upp i Pokémon the Series: XY som Ash Ketchum resesällskap i Kalos-regionen. Förutom huvudserien och anime, dyker Serena också upp i manga, anime spin-off Pokémon Evolutions, Pokémon Masters EX och Super Smash Bros.
Serena-karaktären designades av Ken Sugimori och Atsuko Nishida för datorspel. Medan animen och filmen designades av Toshihito Hirooka och för manga av Satoshi Yamamoto. Serena röstskådespelare är Mayuki Makiguchi för japanska och Haven Paschall för engelska.